# Kristian Wickström

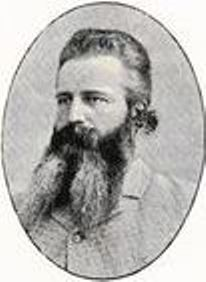
Johan Kristian Wickström.

Johan Kristian Wickström, född 25 september 1845 i Garpenbergs socken, Kopparbergs län, död 14 mars 1926, var en svensk psykiater. 
Wickström blev student vid Uppsala universitet 1866, medicine kandidat 1873 och medicine licentiat 1878. Han var biträdande läkare vid Stockholms hospital (Konradsberg) 1878–80 och vid Göteborgs hospital 1881–83, tillförordnad överläkare vid Göteborgs hospital 1880–83 och ordinarie överläkare där 1883–1915 (som efterträdare till Carl Anjou).
Wickström ligger begravd på Galärvarvskyrkogården i Stockholm.